# Лепетане
Ле́петане (хорв. Lepetane; серб. кир. Лепетане) — посёлок в общине Тиват в Черногории. Находится на берегу пролива Вериге, самого узкого пролива Которского Залива. Известен тем, что именно от него плывёт бесплатный паром на другую сторону берега — посёлок Каменари, из которого можно быстрее доехать до Херцег-Нови, Будвы и других городов побережья. 

## История
В Средние века посёлок назывался Край Святого Ловиенция (серб. кир. Крај Св. Ловијенца) по расположенной в нем церкви. Нынешнее название было дано по имени владельца резиденции в посёлке, Заселака Лепетана. Лепетане является родиной знаменитого государственного деятеля Лазара Томановича (1845—1932).

## Население
По переписи 2011 года население посёлка составляло 194 человека. 
| 1948 | 1953 | 1961 | 1971 | 1981 | 1991 | 2003 | 2011 |
| ---- | ---- | ---- | ---- | ---- | ---- | ---- | ---- |
| 269  | 289  | 288  | 243  | 233  | 221  | 199  | 194  |

### 2003 год
В 2003 году число жителей Лепетане составило 199 человек, из них большинство (32,47%) — хорваты. Сербы составили 30,41% от общего числа жителей посёлка, черногорцы — 25,77%, словенцы — 1,54% и македонцы — 1,03 %.

## Достопримечательности
В посёлке есть две церкви. По состоянию на 2016 год одна из них закрыта.

## Галерея

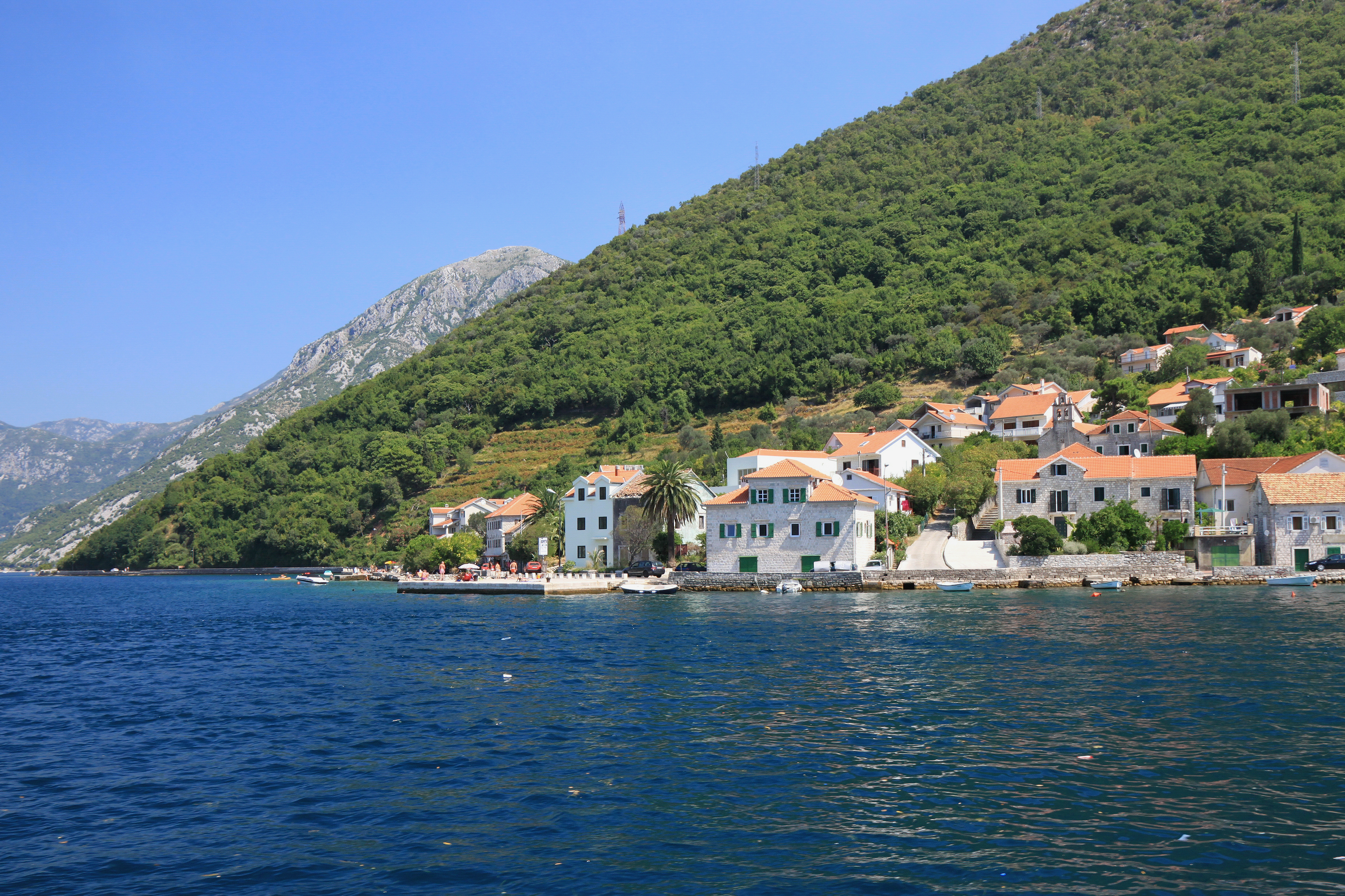
Вид на посёлок с моря
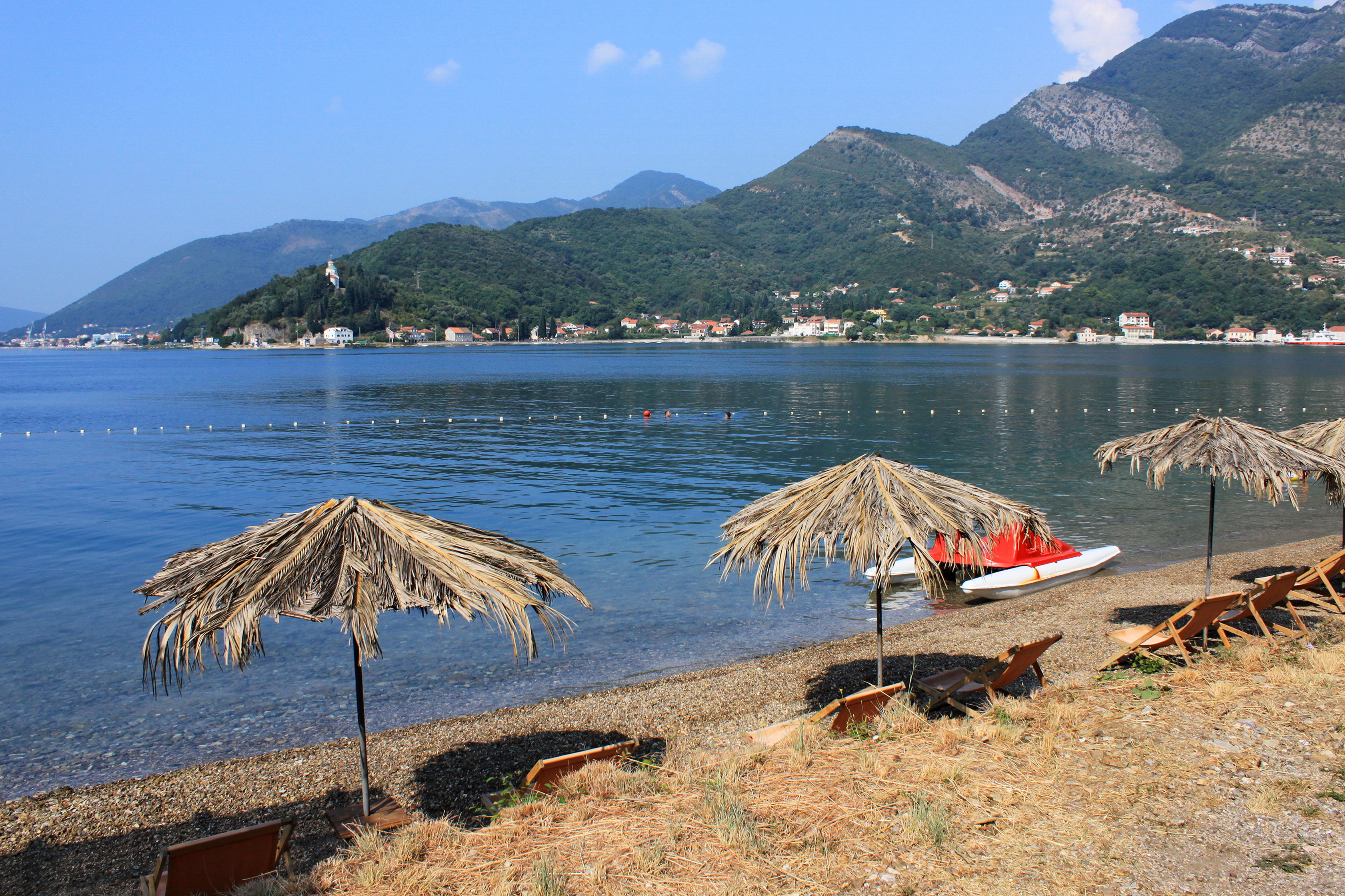
Пролив Вериге
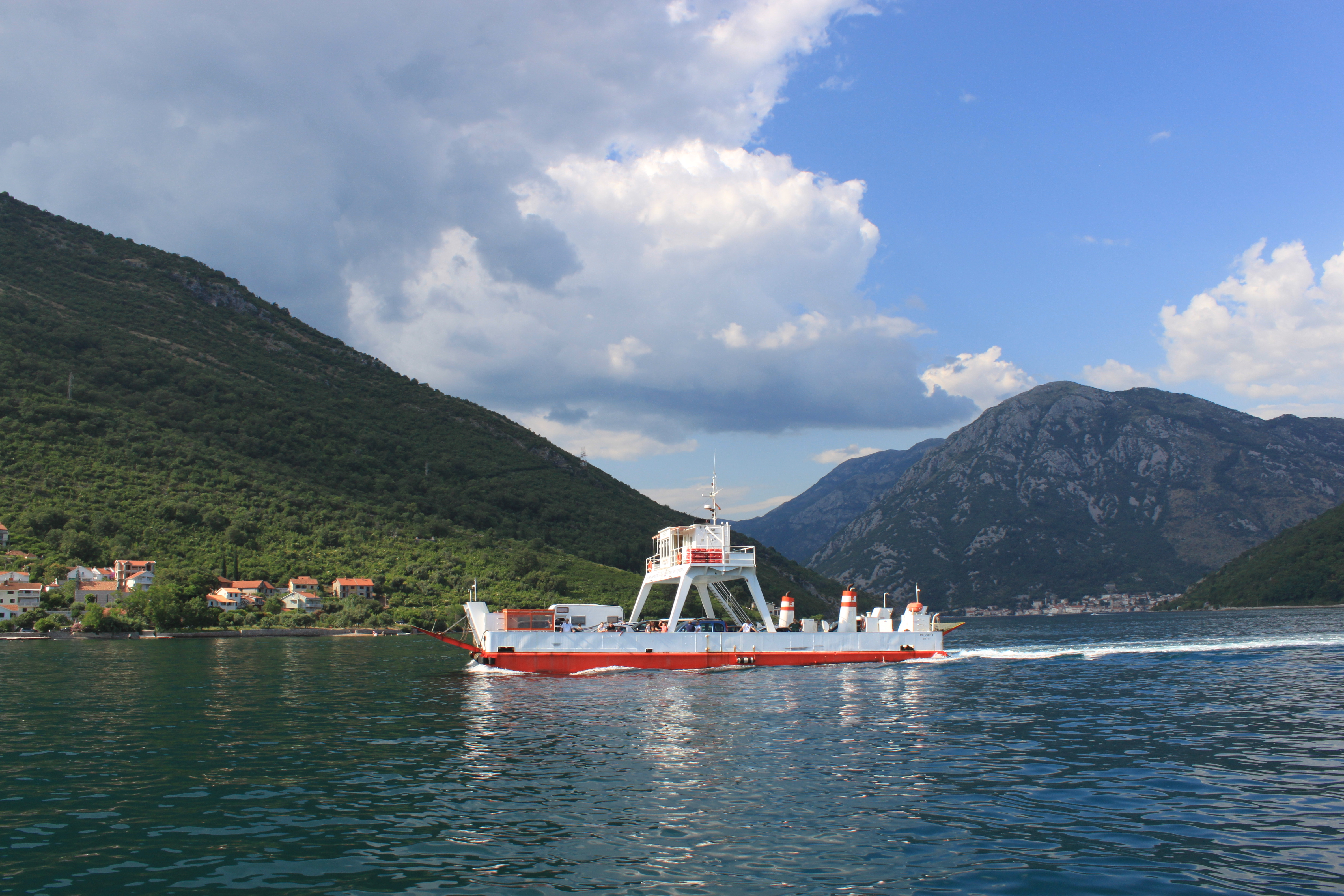
Паром Каменари-Лепетане